# Front de la jeunesse alsacienne
Le Front de la jeunesse alsacienne ou Front de la jeunesse d'Alsace (FJA) est un groupe de résistants, de la Seconde Guerre mondiale, composé initialement d'étudiants catholiques. Il est créé en juin 1941 par Alphonse Adam et Robert Kieffer. Il est démantelé par les Allemands en septembre 1942. Il a, entre autres, lutté contre l'incorporation de force des Alsaciens dans la Wehrmacht en incitant les conscrits à refuser l'engagement et à fuir l'Alsace annexée de fait en 1940. Il est le seul mouvement à avoir diffusé des tracts à ce sujet.

## Création
Après l'annexion de fait de l'Alsace, les écoles et les lycées rouvrent normalement au mois d'octobre 1940. L'université de Strasbourg reste fermée, ses professeurs sont envoyés en « rééducation pédagogique » en Allemagne. Pour continuer leurs études les étudiants alsaciens doivent s'inscrire dans les universités allemandes de Fribourg, Heidelberg. Un certain nombre, comme Alphonse Adam, décide d'attendre en Alsace la réouverture de l'université de Strasbourg qui a été évacuée à Clermont-Ferrand.
Refusant le régime nazi et l'annexion de l'Alsace, Alphonse Adam, Robert Kieffer et quelques amis créent, en juin 1941, un groupe de résistance composé de jeunes étudiants catholiques. Ils lui donnent le nom de « Front de la Jeunesse Alsacienne (FJA) ».
Robert Kieffer et Emile Hincker poursuivent leurs études à Heidelberg où les étudiants alsaciens sont mélangés avec les Allemands. Ils doivent étudier l'état d'esprit des étudiants alsaciens et identifier ceux qui représentent un danger pour le groupe.
L'action du groupe démarre vraiment avec la création de la « Reichuniversität Strassburg » le 23 novembre 1941. Entourés des chefs de groupes cagoulés, les nouveaux membres doivent jurer fidélité au drapeau français sur un crucifix. L'abbé Léon Neppel, curé-doyen de Schiltigheim est leur chef spirituel et les conseille. C'est dans son presbytère que tous les vendredis se réunissent les dirigeants du groupe. Au printemps  1942, le groupe se rassemble clandestinement au Mont Sainte-Odile avec la complicité de l'abbé Marcel Hirlemann (1913-1994). En juillet 1942, le FJA s'ouvre aux jeunes déjà dans la vie active et ne recrute plus uniquement dans le domaine universitaire. Progressivement le groupe crée des antennes sur toute l'Alsace (Saverne, Haguenau, Colmar, Mulhouse, la vallée de la Bruche) et même la Moselle. Il prend contact avec d'autres groupes de résistants comme celui de Charles Bareiss ou des filières de passeurs comme celles de Joseph Seger et René Brecheisen.

## Actions du groupe
Grâce à une machine à écrire et à un duplicateur fourni par l'abbé Neppel, le groupe crée des tracts antinazis et les diffuse, ainsi que ceux de l'organisation du docteur Charles Bareiss.
Le FJA participe à l'évasion des prisonniers de guerre au sein des filières Seger et Brecheisen. Les évadés sont exfiltrés par la vallée de Munster, les alentours de Hohneck et le Lac blanc. Des étudiantes, simulant une randonnée, les cachent au sein de leur groupe et occupent les douaniers allemands au passage de la frontière.
La sœur d'Alphonse Adam est employée à la section de la police administrative de l'administration civile d'Alsace. Micheline Adam fait des copies des documents secrets dont elle a connaissance et dérobe un cachet officiel qui permet au groupe de réaliser des faux papiers.
En s'ouvrant aux jeunes déjà dans la vie active, le groupe peut réaliser des sabotages comme aux établissements Télic à Strasbourg. L'équipe de René Geistel sabote les centraux téléphoniques produits pour l'armée allemande.
Le 25 août 1942, l'incorporation des jeunes Alsaciens dans la Wehrmacht est ordonnée. Dès le 30 août, dans Strasbourg et ses faubourgs, le FJA est le seul mouvement de résistance en Alsace qui diffuse plusieurs milliers de tracts en allemand, invitant les jeunes à s'opposer à cette incorporation de force,. Micheline Adam informe son frère que le tract a mis le Gauleiter Wagner dans une fureur terrible. Ce dernier demande à Himmler l'autorisation d'exécuter les coupables sans jugement dès qu'ils seront capturés afin de faire un exemple salutaire pour la population alsacienne. Devant la réaction du Gauleiter face à cette action unique en Alsace, Alphonse Adam s'enhardit. En septembre 1942, il diffuse un nouveau tract, en français et en allemand, invitant les jeunes Alsaciens à lutter contre le nazisme.
En décembre 1942, à l'initiative de Robert Meyer, le FJA décide de fournir à chaque incorporé de force une carte d'identité spéciale et secrète, imprimée en français, anglais et russe. Le document stipule que le détenteur est de nationalité française et qu'il est enrôlé de force dans la Wehrmacht. Cette carte doit servir en cas désertion ou de capture. Cette initiative est stoppée par le démantèlement du groupe.

## La fin du Front de la Jeunesse Alsacienne

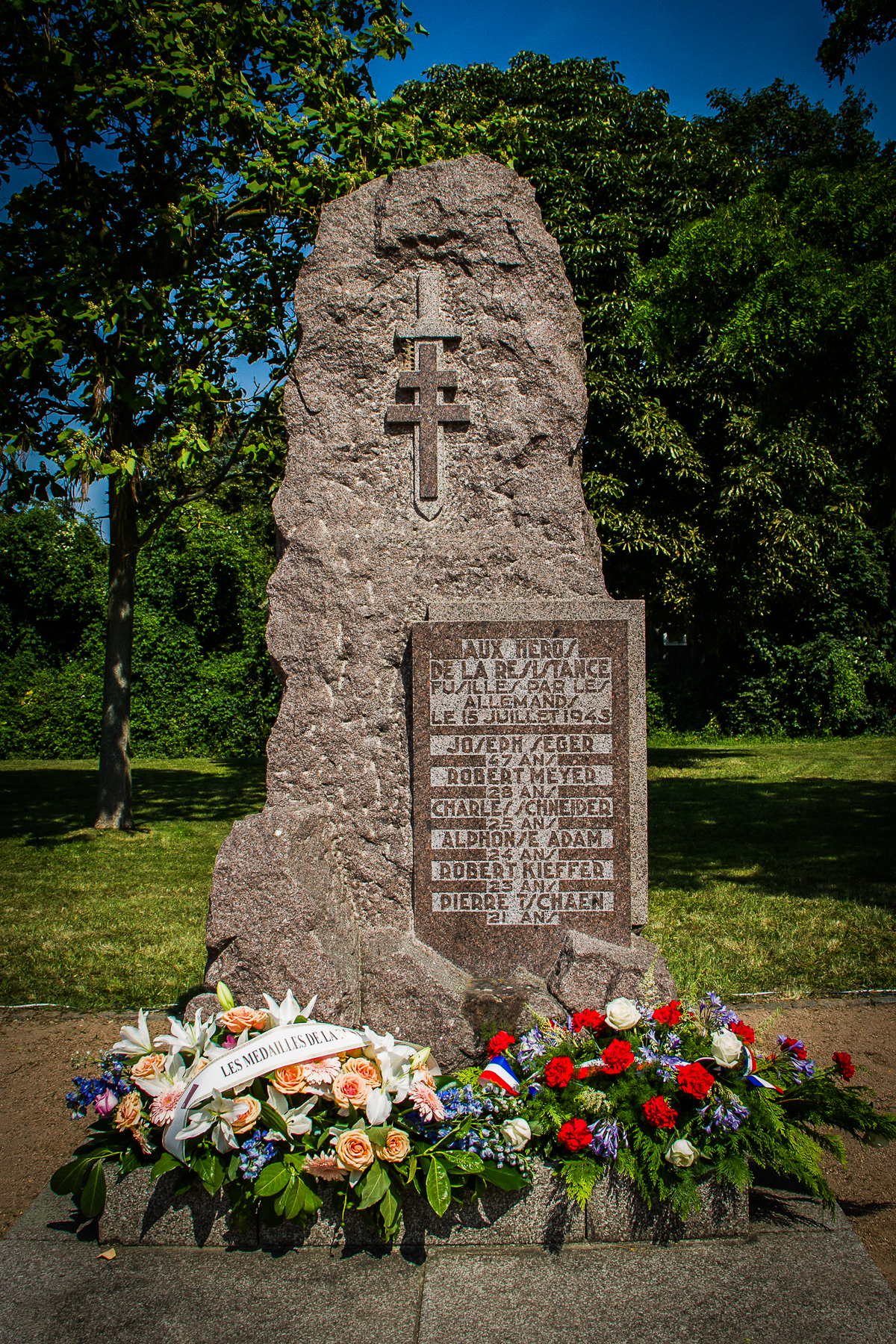
Monument à la mémoire des six fusillés du Front de la jeunesse alsacienne Strasbourg 2013

A la mi-décembre Pierre Tschaen, un membre du groupe, est arrêté avec les membres des groupes Schaeffer et Reiminger par la Gestapo puis relâché. Il a probablement parlé. Les dirigeants du groupe sont conscients de sa trahison mais par vote décident de ne pas l'exécuter. A la mi-janvier 1943, Pierre Tschaen, saisi de remords avoue à Alphonse Adam avoir passé un accord avec la Gestapo. Alphonse Adam et son état-major constatent qu'ils sont suivis. Ils décident la dissolution du groupe et invitent leurs membres à fuir en France ou en Suisse.
Le 17 janvier 1943, Alphonse Adam, avec ses deux adjoints Kieffer et Scheineder, utilisent une de leurs filières d'évasion du secteur de Loerrach dans le Bade-Wurtenberg. Ils sont arrêtés à leur descente de train à Loerrach. Au total les autorités allemandes procèdent à l'arrestation de 24 membres du FJA. Les prisonniers sont interrogés et torturés dans les locaux de la Gestapo, rue Sélénick à Strasbourg, par l'agent Stasik. Ils sont ensuite incarcérés à la prison de la rue du Fil, puis transférés au camp de sureté de Vorbruck-Schirmeck, dans l'attente de leur jugement à Bühl.
Les 6 et 7 juillet 1943 les membres capturés des FJA comparaissent devant le 1er Sénat du Volksgérichtshof (Tribunal du peuple) à Strasbourg présidé par Roland Freisler. Ils sont accusés d'avoir mis sur pied une organisation qui visait la séparation de l'Alsace allemande du Reich, incité de « jeunes Allemands d'origine alsacienne » à ne pas se présenter  aux conseils de révision, fabriqué une carte de légitimation française attestant que les incorporés étaient « des amis des ennemis du Reich », organisé la fuite d'incorporables et de prisonniers de guerre français, exécuté des actes de sabotage, trahi des renseignements secrets de l'administration et de la police.
Aux yeux des nazis, les Alsaciens étant des Allemands, la haute trahison est retenue par le tribunal, qui prononce, le 8 juillet 1943, 6 condamnations à mort  et 18 condamnations de trois à dix ans de détention.
Les six condamnés à mort pouvaient espérer que les sentences seraient suspendues comme pour les condamnations des membres du réseau l'Equipe Pur Sang en janvier 1943. Mais le Gautleiter Wagner obtient de Berlin que la peine soit exécutée rapidement en réponse aux manifestations patriotiques du 14 juillet à Strasbourg où le drapeau français est hissé au sommet de la cathédrale et une distribution gratuite de vin rouge organisée dans les cafés.
Les 6 condamnés sont fusillés à l'aube le 15 juillet 1943 au stand de tir Desaix à l'île au Epis. Leurs corps sont incinérés au crématoire du cimetière nord de la Robertsau et leurs cendres jetées dans le canal de la Marne au Rhin. Les « Strassburger Neueste Nachrichten » (SNN) annoncent les exécutions sous le titre « Ausrottung des Verrats in Elsass» (Eradication de la trahison en Alsace).

## Liste des membres du FJA condamnés

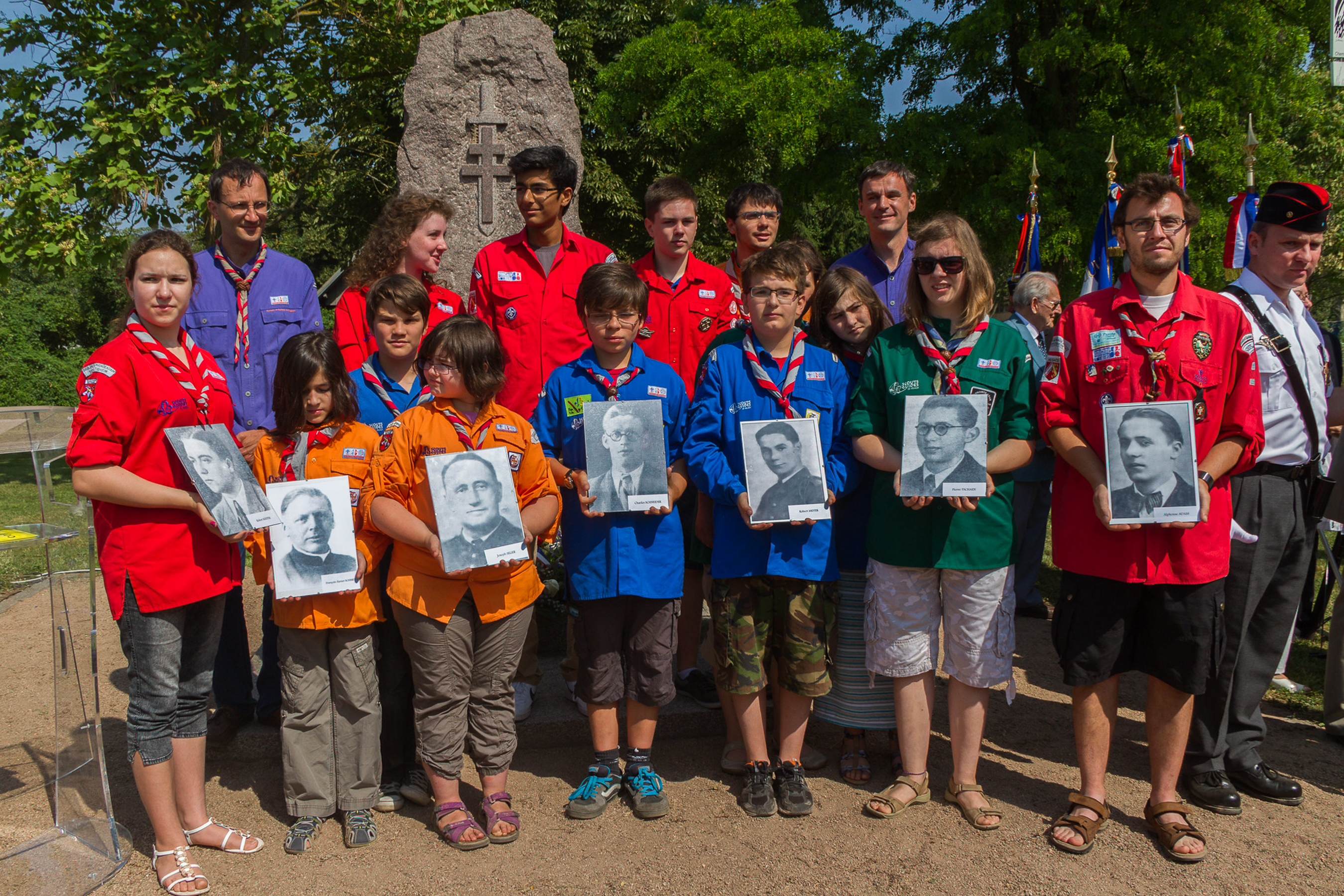
Les membres Groupe Scouts et guides de France Alphonse-Adam de Schiltigheim rend hommage aux six fusillés du Front de la jeunesse alsacienne à Strasbourg le 15 juillet 2013.

### Condamnés à morts
- Alphonse Adam , 24 ans, (étudiant de Schiltigheim) chef des FJA ;

- Robert Kieffer, 23 ans, (étudiant de Bischheim) ;
- Joseph Seger, 47 ans, (aubergiste à Strasbourg) ;
- Robert Meyer, 28 ans, (électricien, Meinau) ;
- Charles Schneider, 25 ans, (employé de préfecture à Strasbourg) ;
- Pierre Tchaen, 21 ans, (employé au cadastre de Strasbourg) ;

### Condamnation de 10 à 3 ans de détention
- Emile Hincker ;
- Jean Deiss ;
- René Deiss ;
- Georges Fastinger ;
- René Geistel ;
- Paul Wéber ;
- Alfred Wolff ;
- Frédéric Schlewer ;
- René Gros ;
- Jean Metzger ;

### Autres condamnations
- André Reverret ;
- Marianne Wolff ;
- Fernand Giere ;
- Raymond Hauss ;
- Pierre Wernert ;
- Robert Guthedel ;
- Ernest Andrès ;
- Suzanne Schott ;
- Alice Dunkel

## Reconnaissance
- Une stèle à proximité du Pont de l'Europe, reliant Strasbourg à Kehl, rappelle le souvenir des six fusillés[7].

## Voir Aussi